# Teo Briones
Mateo Justis Briones (Oxford, 11 de janeiro de 2005) é um ator e músico estadunidense. Ele é mais conhecido pelo seus papéis principais como Junior Wheeler na série de televisão Chucky (2021) baseada na franquia de filmes Child's Play, e como Charlie Reyes no filme de terror psicológico Final Destination Bloodlines (2025). Ele também apareceu na série dramática da Freeform, Pretty Little Liars (2012–2013) e na série de suspense da Netflix, Ratched (2020).

## Biografia
Briones nasceu em Oxford, Inglaterra, enquanto seus pais estavam em turnê. Nascido em uma família de atores, seu pai, Jon Jon Briones é o ator e cantor naturalizado filipino enquanto sua mãe, Megan Briones, é atriz e cantora norte-americana. Sua irmã Isa Briones também é atriz e cantora. Sua família se mudou para Los Angeles quando ele tinha 3 anos e ele começou a atuar aos 5 anos de idade. Além de atuar, ele também praticou aulas de música. Ele é proficiente em XMA, ginástica, acrobacia, artes marciais cinematográficas e é faixa azul em caratê.

## Carreira
Em 2012, Briones foi escalado para seu primeiro papel recorrente de destaque na série dramática de mistério Pretty Little Liars durante a terceira e quarta temporada. No ano seguinte, participou da novela Days of our Lives. No mesmo ano, o ator fez sua estreia no cinema aparecendo no filme de comédia dramática Lonely Boy, que também contou com a participação de sua irmã. Ele coestrelou o filme de drama Wind River, de 2017. Em 2020, Briones apareceu na série do diretor Ryan Murphy da Netflix, Ratched, uma prequela do filme de 1975.
Em 2024, Briones foi escalado como um dos protagonistas do sexto filme da franquia, Final Destination Bloodlines (2025), produzido pela Warner Bros. Pictures.  Está confirmado que ele irá estrelar a sequência do filme de 2023, Five Nights at Freddy's 2 (2025).

## Filmografia

### Filme
| Ano  | Título                     | Papel         | Notas                     | Ref.        |
| ---- | -------------------------- | ------------- | ------------------------- | ----------- |
| 2013 | Lonely Boy                 | Jonny         | Estreia em longa-metragem |             |
| 2013 | Chase Me Through           | Jon           | Curta-metragem            |             |
| 2017 | Wind River                 | Casey Lambert |                           |             |
| 2021 | Agente Revelação           | Larry Higgins |                           | [ 4 ]       |
| 2024 | Agent Recon                | Larry Higgins |                           |             |
| 2025 | Linhagens do Destino Final | Charlie Reyes | Papel principal           | [ 5 ] [ 6 ] |
| 2025 | Five Nights at Freddy's 2  | A definir     | Pós-produção              |             |

### Televisão
| Ano       | Título               | Papel             | Notas                                           |
| --------- | -------------------- | ----------------- | ----------------------------------------------- |
| 2010      | Cutthroat            | Alex Cabrera      | Filme para TV                                   |
| 2011      | Special Agent Oso    | Javier            | Episódio: "For Tamales with Love/Pinata Royale" |
| 2011      | Kickin' It           | Young Jack Brewer | Episódio: "Boo Gi Nights"                       |
| 2011      | Death Valley         | Kid               | Episódio: "Tick... Tick... BOOM!"               |
| 2012      | Parks and Recreation | Joey              | Episódio: "Pawnee Commons"                      |
| 2012      | Pretty Little Liars  | Malcolm Cutler    | Papel recorrente                                |
| 2013      | Days of Our Lives    | Timmy Bernardi    | Papel recorrente                                |
| 2013      | Modern Family        | Santa Kid         | Episódio: "The Old Man & the Tree"              |
| 2013–2016 | Doc McStuffins       | Carlos            | 3 episódios                                     |
| 2014      | Stalker              | Landon Richards   | Episódio: "Skin"                                |
| 2014      | Disorganized Zone    | Logan             | Episódio: "Deadly Labels"                       |
| 2015      | Longmire             | Cade Tall Grass   | Episódio: "Four Arrows"                         |
| 2015      | The Whispers         | Silas             | 2 episódios                                     |
| 2016      | Lethal Weapon        | Ethan McFadden    | Episódio: "Can I Get a Witness"                 |
| 2017      | Will vs. The Future  | Will Jin          | Piloto                                          |
| 2020      | Ratched              | Peter             | 3 episódios                                     |
| 2021      | Chucky               | Junior Wheeler    | Papel principal; 1º Temporada                   |

### Teatro
| Ano  | Produção           | Papel | Notas |
| ---- | ------------------ | ----- | ----- |
| 2023 | Opus 9 No. 2       | Lead  | [ 8 ] |
| 2024 | A Long Time Coming | Alder |       |

## Prêmios e indicações
| Prêmio     | Ano  | Categoria     | Trabalho   | Resultado | Ref.  |
| ---------- | ---- | ------------- | ---------- | --------- | ----- |
| Prêmio BAM | 2017 | Melhor Elenco | Wind River | Venceu    | [ 9 ] |